# Сам удома 4
Сам удома 4 (англ. Home Alone 4) — сімейний фільм 2002 року, різдвяна комедія. Четвертий фільм у серії «Сам удома» і перший фільм, прем'єра якого відбулася по телебаченню (3 листопада 2002 року на каналі «ABC»). В Україні прем'єра четвертої частини відбулася 3 січня 2006 року на «Новому каналі».

## Сюжет
Пітер МакКалістер збирається розлучатися з Кейт і повідомляє, що він живе зі своєю новою і багатою подругою Наталі в її особняку. Трьом дітям, Баззу, Меган і Кевіну, він говорить, що вони є організаторами візиту королівської сім'ї й запрошує всіх бажаючих провести Різдво з ним і Наталі. Після початкової відмови Кевін приїжджає в будинок Наталі після того, як його мучає Базз.
У своїй новій спальні Кевін насолоджується часом, останніми новинками та своїм новим життям. Наступного ранку Пітер і Наталі їдуть із будинку, тоді як Кевін залишається з дворецьким Прескоттом і покоївкою Моллі. Поки містер Прескотт робить Кевіну молочний коктейль, він іде до кімнати охорони, де потрапляє на очі Прескотту. З допомогою телескопа Кевін помічає свого старого заклятого ворога Марвіна Мерчантса та його нову партнерку Віру. Кевін намагається повідомити Прескотту по інтеркому, але марно, оскільки Марв змінив систему безпеки. Стежачи за грабіжниками, Кевін затоплює будинок і проганяє їх. Пітер і Наталі, дізнавшись про те, що сталося, не вірять словам Кевіна, в той час, як Прескотт стверджує, що взагалі нічого не бачив. Кевін намагається подивитися відео з камери спостереження, але під час перегляду виявляє, що містер Прескотт вимкнув її. Кевін знову потрапляє йому на очі, але вчасно підоспіла Моллі витягує його із проблем. Пітер і Наталі розуміють, що вони ускладнили життя Кевіну. Пітер приходить до нього в спальню, пропонує разом прикрасити ялинку, і Кевін погоджується.
Вранці Пітер і Кевін виявляють, що Наталі знову прикрасила ялинку. Пізніше в будинок приїжджають Кейт, Базз і Меган, щоб провідати Кевіна. Кейт знайомиться з Наталі, в той час, як Кевін показує будинок Баззу і Меган. Після того, як Пітер і Наталі залишають будинок, Кевін помічає Марва і Віру, перевдягнених в офіціантів. Містер Прескотт попереджає Кевіна про те, що може статися сьогодні ввечері, але він обманює Прескотта і замикає його в морозильній камері. Кевін стежить за грабіжниками, чує про план викрадення і скидає їх з вікна своєї спальні. Королівська сім'я не прибуває на вечірку через негоду, в той час, як Пітер і Наталі оголошують про заручини. Марв і Віра знову заходять у будинок, але Кевін оглушує їх пательнею, перевертає стіл і проливає на них суп. Грабіжники переслідують Кевіна, змушуючи його зіпсувати вечірку. Пітер гнівається на цьому заході, відмовляється вірити Кевіну і припускає, що Кевін намагається покласти край його стосункам з Наталі.
Кевін вирішує розібратися з цим питанням і встановлює пастки для Марва і Віри. Наступного дня Пітер і Наталі їдуть зустрічати королівську сім'ю, тоді як Кевін залишається вдома. Згодом він замикає Прескотта у винному погребі й дізнається від Моллі, що вона є матір'ю Марва і спільником грабіжників. Кевін опиняється у тому ж винному погребі, що й Прескотт, і останній допомагає йому втекти через шахту ліфта. Кевін заманює Марва і Віру у пастку, а їхня спільниця Моллі застряє в ліфті. Турбуючись за Кевіна, Пітер відпускає Наталі, Прескотт тікає з винного погребу, а Кейт, Базз і Меган їдуть рятувати Кевіна. Кевін скидає на Марва книжкову шафу і вмикає його запис, в якому він ображає Віру і змушує її кричати і сперечатися. З допомогою радіокерованого літака Кевін спускає грабіжників вниз, знову заманює їх у пастку, і вони падають без свідомості. Моллі хапає Кевіна, але Прескотт оглушує її тацею і викликає поліцію.
Побачивши свою сім'ю, Кевін виганяє Марва і Віру з будинку, але їх збивають Базз і Меган. Прибула з королівською сім'єю Наталі бачить, як поліція заарештовує грабіжників. Пітер говорить Наталі, що Кевін врятував усіх, в той час, як агент ФБР показує, що Моллі, Марвін і Віра спланували змову з метою викрадення королівської сім'ї. Пітер розлучається з Наталі, містер Прескотт звільняється з посади дворецького. Члени королівської сім'ї проводять Різдво з МакКалістерами, яке стає гарним подарунком для всіх, крім Наталі та спійманих грабіжників.

## У ролях
- Майк Вінберг — Кевін МакКалістер
- Френч Стюарт — Марвін Мерчантс
- Джоанна Гоїнг — Наталі
- Барбара Бебкок — Моллі
- Ерік Аварі — Прескотт
- Джейсон Бідж — Пітер МакКалістер
- Клер Кері — Кейт МакКалістер
- Міссі Пайл — Віра
- Гідеон Джейкобс — Базз
- Челсі Рассо — Меган
- Шон Кемерон Майкл — поліціянт
- Крейг Гелденхайс — принц
- Ліза Кінг — королева
- Андре Рутман — король
- Антон Сматс — таксист

## Українське двоголосе закадрове озвучення
Українською мовою фільм озвучила телекомпанія «Новий канал» у 2005 році. Ролі озвучували: Євген Пашин та Лідія Муращенко.

## Цікавинки
Стрічка продовжує історію Кевіна МакКалістера та персонажів з перших двох фільмів, але акторський склад повністю змінено й образи персонажів місцями сильно відрізняються від оригінальних, зокрема Кевіну менше років, ніж у першій частині. Пітер МакКалістер, батько величезної родини в першій частині — розлучений і проживає з іншою, а Марвін промишляє не з Гаррі, а зі своєю дружиною Вірою. Іншою також є і хронологія.